# Michael Novotny
Michael Charles Novotny-Bruckner es un personaje principal de la serie de televisión estadounidense Queer as Folk, interpretado por Hal Sparks. Además Michael es el narrador del primer y el último episodio de la serie.

## Desarrollo del personaje
Michael tiene una madre a la que está muy unido, Debbie (Sharon Gless), y un tío gay, Vic Grassy (Jack Wetherall). Durante un episodio, Michael descubre sus orígenes, y cómo su madre cambió su apellido para hacerle creer que su padre era un condecorado militar que murió en la guerra. Su padre verdadero era Danny Devore, que se convirtió en una drag queen llamada Divina Devore.
Michael es el mejor amigo de Brian Kinney (interpretado por Gale Harold), al que conoce desde el colegio. Desde el principio de la serie, sus vidas tomaron caminos muy distintos. Michael sienta la cabeza con su pareja, Ben Bruckner, un profesor de universidad, y los dos adoptan a un adolescente desvalido, Hunter. Michael también se convierte en padre de Jenny Rebecca donando su esperma a su amiga lesbiana Melanie Marcus. Michael será un gran padre para su hija, velando por ella tras la separación de Lindsay y Melanie. Brian, por otro lado, lleva una vida promiscua, repleta de drogas y sexo.
Al principio de la serie, Michael trabaja para una tienda al estilo de Carrefour llamada Big Q o Q-Mart (el nombre es un juego de palabras, pues Q viene de Queer que significa marica). Sale con David, un quiropráctico (Chris Potter). Se traslada a Portland (Oregón) con este último al final de la primera temporada, para después regresar a Pittsburgh tras su ruptura, al no poder soportar estar lejos de su familia y amigos. Deja su trabajo en Q-Mart y se compra una tienda de cómics, su pasión. Allí conoce a Ben, su futuro marido, que tenía el virus del VIH. A Michael le cuesta aceptar este hecho pero pronto formalizan su relación.
En la segunda temporada, Michael y Justin Taylor (Randy Harrison), el novio de Brian, crearon un cómic sobre un superhéroe gay llamado La rabia (Rage) y basado en Brian. La historieta fue un éxito, e incluso quisieron hacer una película del mismo, que fue cancelada a última hora.
Siempre defiende de forma muy efusiva a su mejor amigo, Brian, y admite sentir algo por él. Por ejemplo, cuando Brian y Justin rompieron, Michael le dijo a Justin que saliera de sus vidas. Cuando Lindsay y Melanie se separaron al principio de la quinta temporada, Michael se enfadó porque no quería que su hija fuera criada en un hogar roto, y empezó una larga batalla por la custodia de ésta. Como era de esperar, los tres padres finalmente arreglaron sus asuntos.
Posteriormente Brian acusa a Michael de ser un homosexual conformista que imita a los heterosexuales, basándose en que Michael tiene pareja estable, un hogar y un hijo adoptado. Aunque Michael sostiene que eso es lo que siempre quiso, Brian le considera un traidor. Este asunto también está muy presente en la comunidad gay: algunos activistas de los derechos LGBT se quejan de que hay homosexuales que quieren imitar la vida heterosexual, echando así por tierra su lucha contra el conservadurismo.
En uno de los últimos episodios, Michael es herido de gravedad por la explosión de una bomba en el local gay Babylon. Logra recuperarse, y la serie acaba con él y Brian bailando sobre los escombros de Babylon, mientras narra: "Así que el chunda-chunda continúa. Siempre lo hará. No importa lo que pase. No importa quién sea el presidente. Como había cantado siempre nuestra reina del Disco, la divina Gloria Gaynor: sobreviviremos".